# 沙特莱站
沙特莱站（法語：Châtelet）是法國巴黎地铁1、4、7、11和14号线的换乘站，位于巴黎第一区和巴黎第四区的交界处，得名于沙特莱广场，是巴黎最繁忙的地下铁路车站之一。

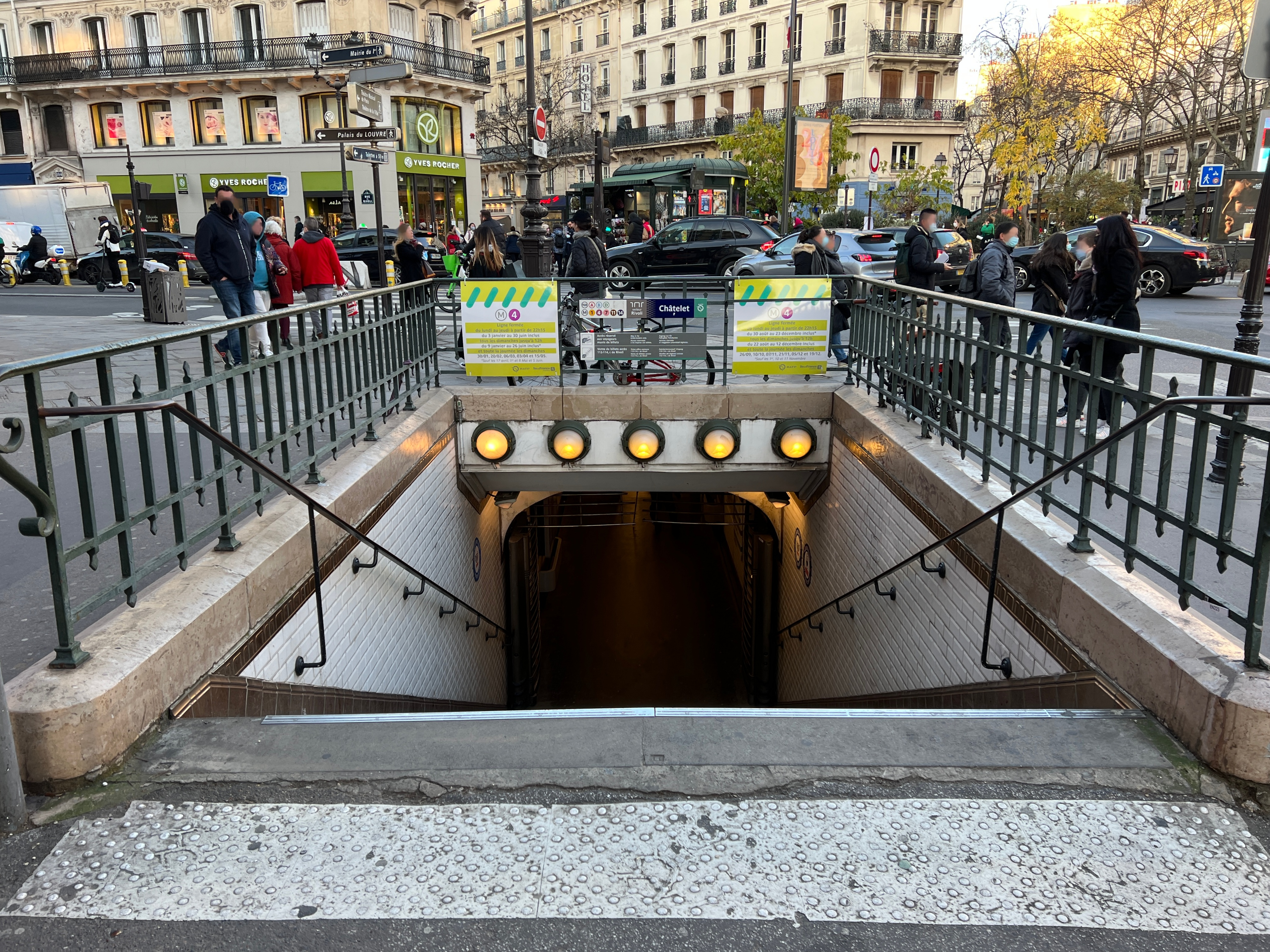
聖但尼路上的入口 (2021年12月)

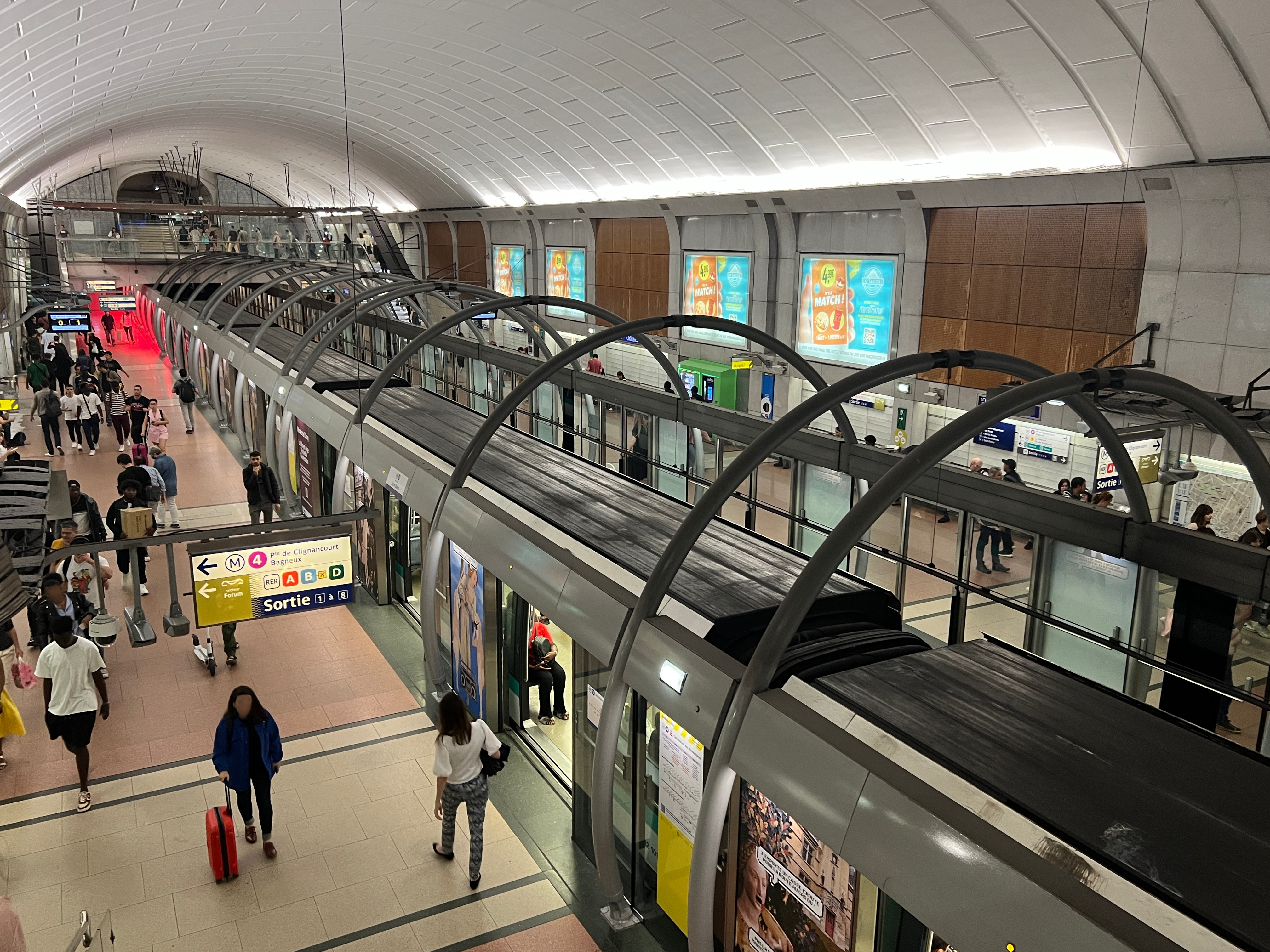
14號線月台 (2022年6月)

## 車站結構

沙特莱车站地铁和区铁线路图

沙特莱车站分为南北两部分。在南部，7号线月台位于约瑟夫河边街地底，11号线位于维多利亚街地底。在北部，1号线位于里沃利路地底，4号线位于大堂路地底，14号线在里沃利路和大堂路之间地底，呈对角线状。两部分通过一个长的滚梯通道相连，并且还与区域快铁大站沙特莱-大堂站通过另一个滚梯通道相通。从最南边的7号线月台到北边的沙特莱-大堂站月台要走大约750米的路程。
除11号线设置了一岛一侧混合式月台之外，经过该车站的每条地铁线均有两个侧式月台，但仅有14号线月台安装月台闸门。
| G          | 街道                             | 出入口                                       |
| B1         | 夾層                             | 往出入口                                     |
| 1號線月台  | 設有月台幕門的側式月台，右側開門 | 設有月台幕門的側式月台，右側開門             |
| 1號線月台  | 1號月台                          | 往拉德芳斯（羅浮-里沃利）                    |
| 1號線月台  | 2號月台                          | 往文森城堡（市政廳）                         |
| 1號線月台  | 設有月台幕門的側式月台，右側開門 |                                              |
| 11號線月台 | 側式月台，右側開門               | 側式月台，右側開門                           |
| 11號線月台 | 1號月台                          | 只限落客                                     |
| 11號線月台 | 2號月台                          | 往羅尼-布瓦-佩里耶（市政廳）                 |
| 11號線月台 | 島式月台，左右各自開門           |                                              |
| 11號線月台 | 4號月台                          | 往羅尼-布瓦-佩里耶（市政廳）                 |
| 7號線月台  | 側式月台，右側開門               | 側式月台，右側開門                           |
| 7號線月台  | 2號月台                          | 往猶太城-路易·阿拉貢或伊夫里市政府（马里橋） |
| 7號線月台  | 1號月台                          | 往新庭-1945年5月8日（新橋）                  |
| 7號線月台  | 側式月台，右側開門               |                                              |
| 4號線月台  | 側式月台，右側開門               | 側式月台，右側開門                           |
| 4號線月台  | 2號月台                          | 往克利尼昂库尔门（大堂）                     |
| 4號線月台  | 1號月台                          | 往巴涅-露西·奧布拉克（城島）                 |
| 4號線月台  | 側式月台，右側開門               |                                              |
| 14號線月台 | 設有月台幕門的側式月台，右側開門 | 設有月台幕門的側式月台，右側開門             |
| 14號線月台 | 2號月台                          | 往聖旺市政府（金字塔）                       |
| 14號線月台 | 1號月台                          | 往奧林匹亞德 （里昂車站）                    |
| 14號線月台 | 設有月台幕門的側式月台，右側開門 |                                              |

## 年表
- 1900年8月6日，沙特莱站随地铁1号线开通而启用。
- 1908年4月21日，4号线月台启用。
- 1926年4月16日，7号线月台启用。
- 1934年4月15日，连接1, 4, 7号线月台的滚梯通道启用。
- 1935年4月28日，11号线月台启用。
- 1977年12月9日，连接沙特莱-大堂站的通道随着区域快铁的通车而启用。
- 1998年10月15日，14号线月台启用。

## 出口
里沃利路出口：里沃利路112号。
维多利亚街出口：维多利亚街9号。
沙特莱广场出口：沙特莱广场。
圣奥宝图恩广场出口：圣奥宝图恩广场8号。
拉方蒂耶路出口：拉方蒂耶路19号。
圣德尼路出口：圣德尼路5号。
费朗内里路出口：费朗内里路33号。
贝当普瓦雷路出口：贝当普瓦雷路20号。
圣马丹路出口：维多利亚街13号。
城市剧场出口：维多利亚街15号。
沙特莱剧场出口：维多利亚街17号。
维多利亚街16号出口。

## 公共巴士交通
巴黎大众运输公司巴士：21, 38, 47, 58, 67, 69, 70, 72, 74, 75, 76, 81, 85, 96.
夜宵车：N11, N12, N13, N14, N15, N16, N21, N22, N23, N24, N120, N121, N122.